# 453
Évszázadok: 4. század – 5. század – 6. század
Évtizedek: 400-as évek – 410-es évek – 420-as évek – 430-as évek – 440-es évek – 450-es évek – 460-as évek – 470-es évek – 480-as évek – 490-es évek – 500-as évek
Évek: 448 – 449 – 450 – 451 –  452 – 453 – 454 – 455 – 456 – 457 – 458

## Események

### Nyugat- és Keletrómai Birodalom
- Flavius Opiliót és Ioannes Vincomalust választják consulnak.
- Attila hun király sokadik feleségéül veszi a germán Ildikót, de az esküvő másnapján holtan találják; állítólag eleredt az orra vére és a vértől megfulladt. Utódjául fiát, Ellakot választják meg, de öccsei, Dengizich és Ernak vitatják a döntést és fellázadnak, azt követelve, hogy egyenlően osszák fel a hun birodalmat Attila fiai között.
- Thorismund vizigót királyt öccse, II. Theodorik meggyilkoltatja és maga foglalja el a trónt.
- Meghal Pulcheria, Marcianus keletrómai császár felesége, aki sokáig meghatározta a konstantinápolyi politikát.
- Marcianus korábbi házasságából származó lányát, Marcia Euphemiát feleségül adja Anthemiushoz, a befolyásos arisztokratához. Anthemius megkapja a comes rei militaris címet és feladatul kapja a Duna-menti határerődök újjáépítését.

### Kína
- Ven, a dél-kínai Liu Szung-dinasztia császár megtudja, hogy elsőszülött fia és trónörököse, Liu Sao egyik féltestvérével együtt lefizetett egy varázslónőt, hogy halálos átkot bocsásson rá, az apjára. A botrány után kiderül, hogy Liu Sao rejtegeti a boszorkányt a letartóztatás elől, ezért másik fiát akarja trónörökösnek kinevezni. Mikor Liu Sao ezt megtudja, megöleti a császárt, majd elfoglalja a trónt.
- Liu Sao féltestvére, Liu Csün fellázad; előbb csatában veri meg a császári csapatokat, majd megostromolja a palotát és elfogja, majd kivégezteti Liu Saót.

### Japán
- Meghal Ingjó császár. Miután elsőszülött fiáról, Kinasiról kiderül, hogy húgával (akiről nem tudta hogy a vérrokona) vérfertőző kapcsolatot tartott fenn, a trónt a harmadszülött Ankó örökli.

## Halálozások
- Attila, hun király
- Thorismund, vizigót király
- Pulcheria, keletrómai császárné
- Szung Ven-ti, a Liu Szung-dinasztia császára
- Liu Sao, a Liu Szung-dinasztia császára
- Ingjó, japán császár

## Fordítás
- Ez a szócikk részben vagy egészben  a(z)   453 című angol Wikipédia-szócikk ezen változatának fordításán alapul.  Az eredeti cikk szerkesztőit annak laptörténete sorolja fel. Ez a jelzés csupán a megfogalmazás eredetét és a szerzői jogokat jelzi, nem szolgál a cikkben szereplő információk forrásmegjelöléseként.